# Сорбат Віктор Олександрович
Віктор Олександрович Сорбат, 10 лютого 1953, село Шевченкове (Глухівський район, Сумська обл.) — український художник. У доробку митця близько 200 картин виконаних у міфологічному жанрі живопису, пейзажі, натюрморти та портрети. Роботи написані акварельними, гуашними та олійними фарбами. Нині художник живе і працює в місті Олександрія.

## Життєпис
Віктор Олександрович Сорбат народився на Сумщині. Закінчив Київський художньо-промисловий технікум. В молоді роки переїхав на південь Кіровоградщини. В 1990-х роках працював як художник-оформлювач в Україні та Білорусі. Автор ілюстрацій до книг Віктора Погрібного «Царина», Василя Журби «Грім на голе дерево», Наталії Фесенко «На святі життя».

## Роботи і виставки
Виставки робіт проходили в різних містах України та за кордоном, у Берлінській картинній галереї. Роботи знаходяться в приватних колекціях Києва, Німеччини, Чехії, Словаччини, Польщі та музеях, зокрема в Музеї історії Долинського району.